# Burckhardt
Der Name Burckhardt (baseldeutsch ausgesprochen: ˈbʊʁgət) ist ein Familienname, insbesondere eines Basler Patriziergeschlechtes.

## Die Basler Familie Burckhardt
Der Stammvater der Basler Patrizierfamilie war der Tuch- und Seidenhändler Christoph (Stoffel) Burckhardt (1490–1578) aus dem Münstertal im Schwarzwald, der 1523 Basler Bürger und 1553 Mitglied im Grossen Rat wurde, in dem die Familie bis in das 20. Jahrhundert ununterbrochen vertreten war. Neben den politischen Ämtern trug insbesondere Stoffel Burckhardts 1539 geschlossene zweite Ehe mit Gertrud Brand (1516–1600), Tochter des Bürgermeisters von Basel Theodor Brand (1488–1558), zur Integration der Familie Burckhardt in das Basler Patriziat bei.

## Namensträger

### A
- Abel Burckhardt (1805–1882), Schweizer Pfarrer und Komponist
- Abel Burckhardt (Pfarrer, 1899) (1899–1934), Schweizer Pfarrer
- Achilles Burckhardt (1849–1892), Schweizer Gymnasiallehrer
- Adolf Burckhardt (1826–1904), Schweizer Seidenfabrikant und Bankier
- Albert Burckhardt (1854–1911; auch Albert Burckhardt-Finsler), Schweizer Historiker und Politiker, Regierungsrat Basel-Stadt
- Albert Burckhardt-Merian (1843–1886), Schweizer Otologe und Hochschullehrer
- Albrecht Burckhardt (1853–1921), Schweizer Hygieniker
- Alfred Burckhardt (1837–1914), Schweizer Fabrikant
- Andreas Burckhardt (Kanzler) (1594–1651), deutscher Jurist, württembergischer Kanzler
- Andreas Burckhardt (Historiker) (1936–2005), Schweizer Historiker
- Andreas Burckhardt (Politiker) (* 1951), Schweizer Politiker (LDP)
- Anne de Montet-Burckhardt (1878–1952), Schweizer Frauenrechtlerin
- Annemarie Burckhardt (1930–2012), schweizerische Objektkünstlerin
- August Burckhardt (Unternehmer) (1841–1915) Schweizer Bandfabrikant, Politiker
- August Burckhardt (Bankfachmann) (1867–1924), Schweizer Bankfachmann, Präsident des Direktoriums der Schweizerischen Nationalbank
- August Burckhardt (Historiker) (1868–1935), Schweizer Historiker
- August Burckhardt-Brandenberg (1896–1987), Schweizer Klassischer Philologe und Archivar
- Aurelia Burckhardt (* 1974), Schweizer Schauspielerin

### C
- Carl Burckhardt (Politiker) (Carl Burckhardt-Paravicini, auch Karl Burckhardt; 1795–1850), Schweizer Politiker und Jurist
- Carl Burckhardt (Künstler) (1878–1923), Schweizer Bildhauer und Maler
- Carl Strütt-Burckhardt (1877–1932), Schweizer Kaufmann und Fabrikant
- Carl Christoph Burckhardt (1862–1915), Schweizer Jurist und Politiker
- Carl Emanuel Burckhardt (Carlos; 1869–1935), mexikanischer Geologe
- Carl Jacob Burckhardt (1891–1974), Schweizer Diplomat und Historiker
- Carsten Burckhardt (* 1973), deutscher Gewerkschafter
- Christian Burckhardt (Maler) (1856–1943), deutscher Glasmaler
- Christian Heinrich Burckhardt (1824–1893), deutscher Glasmaler
- Christine Burckhardt-Seebass (* 1937), Schweizer Volkskundlerin
- Christof W. Burckhardt (1927–2017), Schweizer Physiker
- Christoph Burckhardt (1631–1705), Schweizer Politiker
- Christoph Burckhardt (Unternehmer) (1740–1812), Schweizer Unternehmer und Sklavenhändler
- Christoph Burckhardt-Hess, Schweizer Jurist, Tagsatzungsgesandter
- Claudia Burckhardt (* 1953), Schweizer Schauspielerin

### D
- Daniel Burckhardt (* 1953), Schweizer Entomologe
- Daniel Burckhardt-Werthemann (1865–1949), Schweizer Kunsthistoriker, Entdecker von Konrad Witz
- Dieter Burckhardt (Mäzen) (1914–1991), Schweizer Mäzen
- Dieter Burckhardt (Ornithologe) (1922–2011), Schweizer Ornithologe

### E
- Elsa Burckhardt-Blum (1900–1974), Schweizer Architektin
- Emil Burckhardt (1846–1926), Schweizer Jurist und Alpinist
- Emil Burckhardt-De Bary (1853–1905), Schweizer Urologe und Hochschullehrer
- Emilie Burckhardt-Burckhardt (1852–1909), Schweizer Sozialhelferin und Jugendfürsorgerin
- Ernst Burckhardt-Matzinger (1876–1960), Schweizer Arzt
- Ernst Friedrich Burckhardt (1900–1958), Schweizer Architekt

### F
- Felix Burckhardt (Bibliothekar) (1883–1962), Schweizer Historiker und Bibliothekar
- Felix Burckhardt (Jurist) (Pseudonym Blasius; 1906–1992), Schweizer Jurist und Mundartautor
- Franz Burckhardt (1805–1882), Schweizer Maschinenfabrikant
- Friedrich Burckhardt (Karl Friedrich Burckhardt, Fritz Burckhardt; 1830–1913), Schweizer Lehrer, Mathematiker und Physiker
- Fritz Burckhardt-Pfisterer (1870–1950), Präsident des CVJM Zürich

### G
- Georg Burckhardt (Philosoph) (1539–1607), deutscher Rhetoriker und Logiker
- Georg Burckhardt (Politiker) (1848–1927), deutscher Apotheker, Parteifunktionär und Politiker (CSP)
- Gerhard Burckhardt (* 1947), deutscher Biochemiker
- Gertrud Oettinger-Burckhardt (1890–1974), Schweizer Malerin und Kunsthandwerkerin
- Gisela Burckhardt (* 1951), deutsche Menschenrechtsaktivistin und  Autorin
- Gottlieb Burckhardt (1836–1907), Schweizer Psychiater, Neurologe und Psychochirurg

### H
- Hans Burckhardt-Fetscherin (1858–1918), Schweizer Politiker und Jurist, Regierungsrat Basel-Stadt
- Hans Balthasar Burckhardt (1676–1740), Schweizer Unternehmer und Politiker
- Heinrich Burckhardt (Politiker) (1918–1978) Schweizer Politiker
- Heinrich Burckhardt (Theologe) (* 1938), Schweizer Theologe
- Heinrich Christian Burckhardt (1811–1879), deutscher Forstwissenschaftler
- Helmuth Burckhardt (1903–1984), deutscher Bergbaufachmann, Bergassessor, Vorsitzender des Aufsichtsrats des Eschweiler Bergwerkvereins
- Hermann Burckhardt (1847–1907), deutscher Chirurg
- Hieronymus Burckhardt (1680–1737), Schweizer Theologe
- Hubertus Meyer-Burckhardt (* 1956), deutscher Fernsehproduzent, Journalist und Medienmanager

### J
- Jacob Burckhardt (1818–1897), Schweizer Kulturhistoriker
- Jacqueline Burckhardt (* 1947), Schweizer Kunsthistorikerin
- Jakob Burckhardt der Ältere (1785–1858), Schweizer Theologe, Antistes am Basler Münster
- Jakob Karl Burckhardt (1913–1996), Schweizer Diplomat
- Jenny Burckhardt (1849–1935), Schweizer Malerin
- Johann Balthasar Burckhardt (1642–1722), Schweizer Politiker, Bürgermeister von Basel
- Johann Heinrich Burckhardt (1676–1738), deutscher Arzt und Botaniker, siehe Johann Heinrich Burckhard
- Johann Jakob Burckhardt (Politiker, 1577) (1577–1629), Schweizer Politiker
- Johann Jakob Burckhardt (Politiker, 1614) (1614–1690), Schweizer Politiker, Bürgermeister von Basel
- Johann Jakob Burckhardt (Politiker, 1809) (1809–1888), Schweizer Politiker, Bürgermeister von Basel, Tagsatzungsgesandter
- Johann Jakob Burckhardt (Politiker, 1836) (Johann Jakob Burckhardt-Burckhardt; 1836–1890), Schweizer Jurist und Politiker, Regierungsrat Basel-Stadt
- Johann Jakob Burckhardt (Mathematiker) (1903–2006), Schweizer Mathematiker und Kristallograph
- Johann Karl Burckhardt (1773–1825), deutscher Astronom
- Johann Ludwig Burckhardt (auch Jean Louis Burckhardt; 1784–1817), Schweizer Forschungsreisender
- Johann Rudolf Burckhardt (1750–1813), Schweizer Fabrikant, Politiker und Kunstsammler
- Johannes IV. Burckhardt (1538–1598), deutscher Benediktinerabt
- Johannes Burckhardt (Theologe) (1691–1743), Schweizer Theologe und Mathematiker
- Johannes Burckhardt (Offizier) (1798–1855), Schweizer Offizier
- Johannes Burckhardt (Pfarrer) (1853–1914),  deutscher evangelischer Pfarrer
- Johannes Burckhardt, bürgerlicher Name von Ossip Kalenter (1900–1976), deutscher Schriftsteller

### K
- Karl Burckhardt (Karl Burckardt-Paravicini; 1795–1850), Schweizer Jurist und Politiker, Bürgermeister von Basel, siehe Carl Burckhardt (Politiker)
- Karl Burckhardt (Mediziner) (1818–1888), deutscher Mediziner
- Karl Burckhardt (General) (1889–1946), deutscher Generalleutnant
- Karl Burckhardt-Burckhardt (1831–1901), Schweizer Politiker, Regierungsrat Basel-Stadt
- Karl Burckhardt-Iselin (1830–1893), Schweizer Politiker, Regierungsrat Basel-Stadt und Nationalrat
- Karl August Burckhardt (auch Karl August Burckhardt-Koechlin; 1879–1960), Schweizer Architekt
- Karl Friedrich Burckhardt (auch Fritz Burckhardt; 1830–1913), Schweizer Lehrer, Mathematiker und Physiker, siehe Friedrich Burckhardt
- Kathrin Burckhardt († 2016), deutsche Basketballspielerin

### L
- Leonhard Burckhardt (* 1953), Schweizer Historiker und Politiker (SP)
- Lucius Burckhardt (1925–2003), Schweizer Soziologe
- Ludwig August Burckhardt (1808–1863; auch Burckhardt-Wick), Schweizer Jurist und Historiker
- Ludwig August Burckhardt (1868–1935; auch Burckhardt-Burckhardt), Schweizer Historiker und Bibliothekar, siehe August Burckhardt (Historiker)
- Lukas Burckhardt (1924–2018), Schweizer Rechtsanwalt, Politiker (LDP) und Jazzmusiker
- Louise E. Bachofen-Burckhardt (1845–1920), Tochter von Gustav Burckhardt; Schweizer Kunstsammlerin, Ehegattin von J. J. Bachofen

### M
- Margaretha Burckhardt († 1573), Opfer der Hexenverfolgung in Ersingen, siehe Paula von Weitershausen
- Marischa Burckhardt (1927–2018), Schweizer bildende Künstlerin, Journalistin und Texterin
- Martin Burckhardt (Architekt) (1921–2007), Schweizer Architekt und Politiker (LDP)
- Martin Burckhardt (Autor) (* 1957), deutscher Autor und Kulturtheoretiker
- Marion Burckhardt, deutsche Professorin für Gesundheits- und Pflegewissenschaften
- Max Burckhardt (1910–1993), Schweizer Historiker

### O
- Otto Burckhardt (Architekt) (1872–1952), Schweizer Architekt
- Otto Burckhardt (Politiker) (1876–1937), deutscher Fabrikant und Politiker (DDP)

### P
- Paul Burckhardt (Historiker) (1873–1956), Schweizer Historiker und Lehrer
- Paul Burckhardt (Künstler) (1880–1961), Schweizer Architekt, Maler, Zeichner, Illustrator und Autor
- Paul Burckhardt (Spion), deutscher Meteorologe und Spion im Zweiten Weltkrieg
- Peter Burckhardt (1742–1817), Schweizer Politiker, Bürgermeister von Basel und Landammann der Schweiz
- Philipp Burckhardt (1627–1688), deutscher Jurist und Hochschullehrer

### R
- Renata Burckhardt (* 1973), Schweizer Autorin
- Robert Burckhardt (1873–1933), deutscher Lederfabrikant
- Rudolf Burckhardt (Baumeister) (1851–1914), deutscher Architekt und großherzoglich badischer Baubeamter
- Rudolf Burckhardt (Zoologe) (Karl Rudolf Burckhardt; 1866–1908), Schweizer Zoologe und Paläontologe
- Rudolf Burckhardt (Kunsthistoriker) (1877–1964), Schweizer Kunsthistoriker und Konservator
- Rudolf Hoffmann-Burckhardt (1883–1976), Schweizer Bankier
- Rudy Burckhardt (1914–1999), schweizerisch-US-amerikanischer Filmmacher und Fotograf

### S
- Salome Burckhardt-Schönauer (1640–1691), Schweizer Politikergattin
- Sam Burckhardt (* 1957), schweizerisch-US-amerikanischer Saxofonist
- Simon Burckhardt (1695–1768), österreichischer Orgelbauer

### T
- Theophil Burckhardt-Biedermann (1840–1914), Schweizer Historiker und Lehrer
- Titus Burckhardt (1908–1984), Schweizer Sufiforscher

### U
- Ute Trekel-Burckhardt (* 1939), deutsche Sängerin (Mezzosopran)

### W
- Walter Burckhardt (1905–1971), Schweizer Dermatologe
- Walther Burckhardt (1871–1939), Schweizer Rechtswissenschaftler
- Wilhelm Burckhardt-Brenner (1865–1943), Schweizer Pfarrer und Missionar
- Wilhelm Burckhardt-Sarasin (1827–1908), Schweizer Kaufmann
- Wolfram Burckhardt (* 1966), deutscher Verleger